# Jiří Hudec
Jiří Hudec (* 15. srpna 1964, Brno) je bývalý československý a později český atlet, sprinter, který se věnoval krátkým překážkovým běhům.

## Kariéra
Jeho mateřským oddílem byla Zbrojovka Brno, za kterou závodil v letech 1974 – 1983. Později přešel do pražského oddílu Slavia VŠ (1984 – 1990) a kariéru zakončil jako člen Dukly Praha (1991 – 1995). Po většinu jeho kariéry ho trénoval někdejší desetibojař Jan Pospíšil.
Jeho prvním cenným úspěchem na mezinárodní scéně byl titul juniorského mistra Evropy v běhu na 110 m překážek, který vybojoval v roce 1983 v rakouském Schwechatu. O rok později vybojoval bronz na halovém ME v Göteborgu. Na následujícím halovém evropském šampionátu v roce 1985 v Pireu získal stříbrnou medaili v čase 7,68 s. Reprezentoval na Letních olympijských hrách 1988 v jihokorejském Soulu, kde jen těsně nepostoupil do finále. V semifinálovém běhu se umístil na celkovém desátém místě. Na halovém ME 1989 v nizozemském Haagu doběhl ve finále těsně pod stupni vítězů, na 4. místě. V roce 1992 na HME v Janově vybojoval druhou bronzovou medaili.
Třikrát se kvalifikoval na MS v atletice. Největšího úspěchu dosáhl na světovém šampionátu v Tokiu v roce 1991, kde postoupil do semifinále. Do finále se již nepodíval, když časem 13,95 s ve druhém semifinálovém běhu obsadil 8. místo. V semifinále skončila jeho cesta také na MS v atletice 1987 v Římě (14,06 s). Již v rozběhu však výkonem 13,48 s vytvořil nový československý rekord. Na Mistrovství světa v atletice 1993 ve Stuttgartu skončil v úvodním rozběhu. Třináctkrát reprezentoval v mezistátních utkáních (1982 – 1995), z toho třikrát v evropském poháru.

### Osobní rekordy
- 60 m přek. (hala) – 7,67 s – 9. březen 1991, Sevilla
- 110 m přek. (dráha) – 13,48 s – 1. září 1987, Řím